# مطعم كوشر
مطعم كوشر هو المؤسسة التي تقدم الطعام الذي يتوافق مع القوانين الغذائية اليهودية (طعام حلال). هذه الشركات، والتي تشمل أيضا المقاهي ومطاعم البيتزا والوجبات السريعة، والمقاهي، والكافيتيريات وكثيرا ما تكون في قوائم جنبا إلى جنب مع مخابز الكوشير، الجزارين، وأماكن أخرى مماثلة، مؤسسات التي  تعمل بنظام الكوشر مختلفة في أنها تعمل تحت إشراف الحاخامية، الأمر الذي يتطلب أن قوانين كشروت ( طعام حلال)، وكذلك بعض القوانين اليهودية الأخرى، لا بد من مراعاتها. مثل أن هذة الأماكن يجب أن تكون مغلقة خلال السبت والأعياد اليهودية إذا كان تحت ملكية يهودية.

## الامتيازات التجارية
في حين أن معظم المطاعم كوشر هي شركات صغيرة تعمل فقط مكان واحد، وبعض منها يعمل في مواقع متعددة داخل المدينة (في كثير من الأحيان في مدينة نيويورك).

## انظر أيضاً

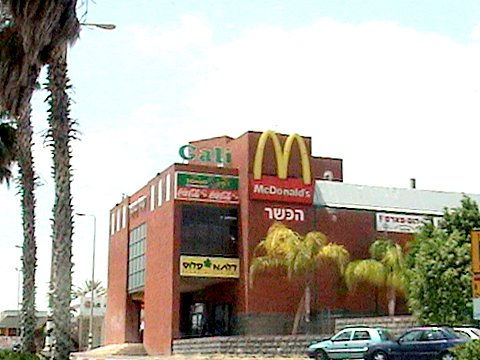
ماكدونالدز كوشر في إسرائيل